# Безумный учёный

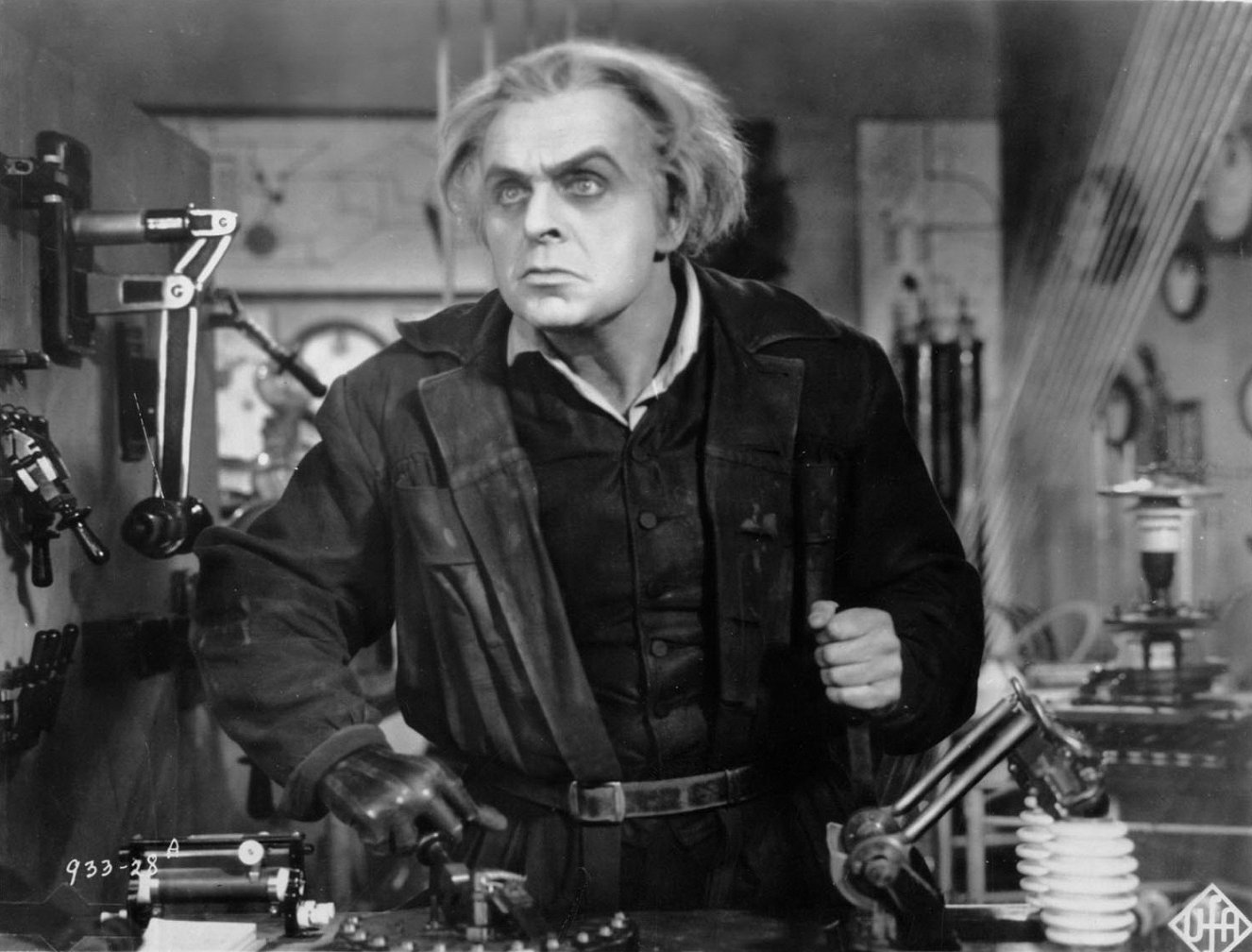
Кляйн-Рогге в роли сумасшедшего учёного в классическом фильме «Метрополис» (1927)

Безу́мный (сумасше́дший) учёный — типовой персонаж художественных произведений, особенно фантастического жанра: эксцентричный, одержимый какой-либо идеей гений, который разрабатывает или изучает опасные технологии.
Первым примером такого персонажа считается Виктор Франкенштейн, создавший из мёртвых тел живого монстра в романе 1818 года «Франкенштейн, или Современный Прометей». Образ опасного гения был крайне популярен в ранней фантастической литературе (до 1920-х годов включительно): доктор Моро, доктор Керн, инженер Гарин и т. д.
В обзоре тысячи фильмов ужасов, которые демонстрировались в Великобритании между 1930-ми и 1980-ми годами, было показано, что сумасшедшие учёные или их творения были злодеями в 30 % фильмов; научные исследования породили 39 % угроз; и, напротив, учёные выступали в качестве положительных персонажей лишь в 11 % фильмов. См. Фильмы о безумных учёных.